# Banque cantonale du Jura
Pour les articles homonymes, voir BCJ.
La Banque cantonale du Jura (BCJ) est une banque cantonale suisse dont le siège social est à Porrentruy dans le canton du Jura.
Elle est membre d'un réseau de 24 banques cantonales nommé UBCS.